# 常翔啓光学園中学校・高等学校
常翔啓光学園中学校・高等学校（じょうしょう けいこう がくえん ちゅうがっこう・こうとうがっこう、英: Josho Keiko Gakuen Junior and Senior High School）は、大阪府枚方市禁野本町にある私立の中学校・高等学校。昭和30年代にカトリック教会系中高一貫教育男子校として創立し、全国高校ラグビー制覇7回の名門「ロイヤルブルー軍団」で有名だったが、少子化で生徒が集まらず、平成末期2013年度より大阪工業大学など運営の学校法人常翔学園の傘下となった。略称は「啓光学園」「啓光」「JKG」。また中学限定で「啓中」の略称がある。

## 概要
1957年（昭和32年）、カトリックの聖クラレチアン宣教会を母体とする学校法人啓光学園により啓光学園中学校が、1960年に啓光学園高等学校が設置。2000年代半ばまでミッションスクールとして教育活動を続けてきた。
しかし、少子化進行で生徒確保が困難となり、2007年（平成19年）11月27日、学校法人啓光学園は、中学から大学までの「一貫教育体制」を実現して教育機関としての魅力を高め、勝ち残りを目指すとして、学校法人常翔学園と連携協定を締結。常翔学園のグループ校となり、校名も翌2008年度に改称した（現在の校名）。その後、学校経営から聖クラレチアン宣教会が撤退し宗教色もなくなり、2013年度より常翔学園による設置校となった。

## 沿革

### 「建物ではなく教育の中身にある」信念
校地のある枚方市は、かつて未開発地が多かったため太平洋戦争に伴い、市中央部に大阪陸軍兵器支廠禁野倉庫や陸軍造兵廠大阪工廠枚方製造所、東京第二陸軍造兵廠宇治火薬製造所香里工場が建設された。この軍用地に戦後1950年代の高度経済成長時代に「中宮団地」と「香里団地」が日本住宅公団により建てられ、市北部の排水不良水田も住宅地「くずはローズタウン」として1968年に分譲されるなど、全国有数の人口急増都市として、大阪府4番目の人口を抱えるまでに膨らんでいった。
一方で1950年代当時、枚方市に高校は大阪市立高等学校1校しか立地しておらず、初代市長の寺嶋宗一郎が高校増設を求め活動。これに応じた聖クラレチアン宣教会が、アメリカ管区の信者からの寄付をもとに、狭い土地ながらも校地を買収した。
初代校長ホセ・ガルデアノによると、大阪府庁の部長から「学校設置を認めるが、最低12万ドル基金が必要」と言われたため、送金された証明書をイタリアローマから取り寄せ、設置に漕ぎ着けた。
当時、私学への助成金は皆無のため、ガルデアノ校長は「私学の偉大さは建物ではなく教育の中身にある」の信念で活動を続けたが、不足の校地を拡充するためアメリカやメキシコ、ドミニカなどの信者から再び寄付を集めたり、周辺地の所有者宅を訪問し続けて土地を買収したりして、「1万2000坪に鉄筋コンクリート3階建てと2階建て延べ550坪」の校舎が完成し開校した。
しかし、初年度は受験生15人で合格者10人という少なさ。当時、私立中学校は平均1学級45人で、最高55人という詰込み状態と比べられ、新聞でも大きく報道されたほどだった。
なお当初、中学校開校の翌1958年に小学校を、開校6年後で第1期生が受験する年に合わせ大学を設置する構想も抱いていた。

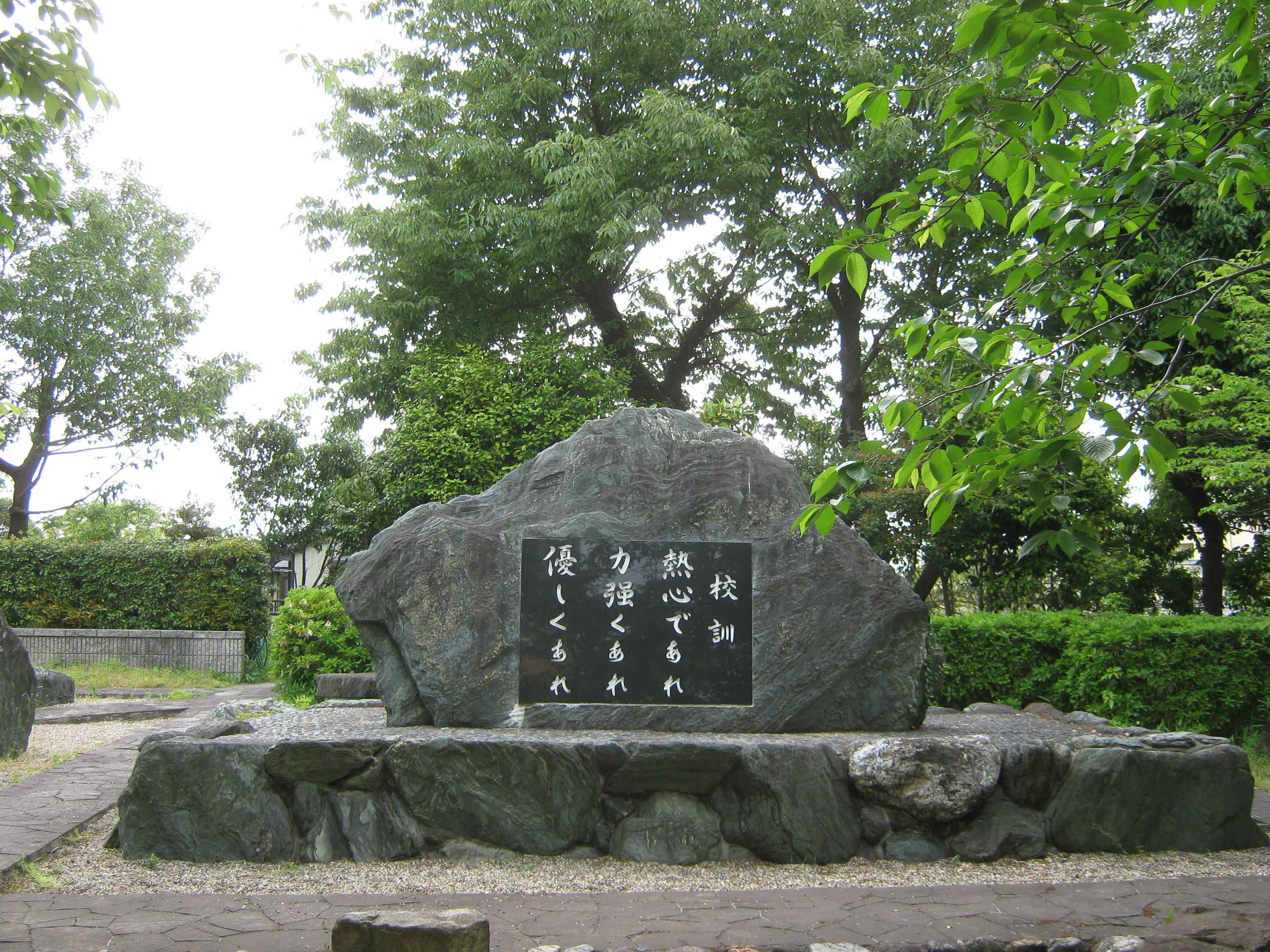
校訓の石碑

### 年表
- 1950年（昭和25年） - ブリスキー神父ら来日[4]
- 1954年 - 1月、学校用地建設に関して、寺嶋市長に協力要請[4]
- 1956年 - 9月、校舎の建設を開始[4]
- 1957年 - 2月14日、学校法人啓光学園「啓光学園中学校」認可。第1回入学式（入学者10名[4]）
- 1959年 - 12月、学園高等学校」認可[4]
- 1960年 - 2月、中学校の第1回卒業。4月、「啓光学園高等学校」開校（第1期生26名[4]）
- 1975年 - 「クリアコース」「サピエンスコース」設置
- 2003年（平成15年） - コースの名称を「標準コース」「特進コース」に変更
- 2007年 - 学校法人常翔学園との提携により、設置者の学校法人啓光学園が「学校法人常翔啓光学園」に改称
- 2008年 - 4月1日、校名を「常翔啓光学園中学校」「常翔啓光学園高等学校」に変更。女子生徒の募集を開始
- 2009年 - 男女共学化
- 2013年 - 設置者の学校法人常翔啓光学園が、学校法人常翔学園に合併される[5][6]。
- 2017年 - 3号館とクライミングウォールが完成。
- 2018年 - 中学校の進学コースの名称が未来探求コースに変更される。
- 2022年 - グラウンドが人工芝に変更される。
- 2023年 - 摂南大学に入試なしで内部進学ができる『学園内大学進学コース』が開設。高校で進学コースを選択した生徒が2年に進級するタイミングで選択できる。
- 2026年（予定） - 土曜日の授業が廃止予定。

## 基礎データ

### 生徒数
2023年（令和5年）度の場合、高校の募集人員は320名。1.5次募集も含め入学試験の合格者1,506名（専願229名、併願1277名）、うち入学者は高校396名、内部進学56名で合計455名である
中学校の募集人員は90名。入試の受験者130名、合格者100名、入学者は59人だった。
全校生徒数は2025年度現在、中学が197名、高校が1242名の1439名となっている。

### 諸費用
初年度の費用（授業料など）は、高校104万円で別途、教科書代、制服・制カバン、修学旅行費用など必要。中学校104万円で別途、副教材代、制服・制カバン、修学旅行費用など必要。（いずれも2021年度）

### 設置学科
中学校
- 特進選抜コース - 難関国公立大学・医歯薬系大学への進学を目指す（6か年一貫教育）。あまりにも成績が悪い場合未来探求コースに降格となる場合がある。
- 未来探求コース - 語学力の向上を柱とし、国公立、難関私立、常翔学園内大学へ進学を目指す。成績優秀の場合、特進選抜コースに昇格できる場合がある。

高校2年時からは特進コース、学園内大学進学コース、進学コースに混合する
高校
- 特進コースI類【選抜】 - 難関国公立大学や医歯薬系大学を目指す
- 特進コースII類 - 関西圏の国公立大学へ現役合格を目指す
- 進学コース - 難関私立大学・学園内大学へ合格を目指す
- 学園内大学進学コース - 進学コースを選択した生徒が高校2年に進級時に選択可能。摂南大学の文系学部に特別推薦枠を使って進学できる。他コースよりも探求授業が多い。このクラスは各学年1学級のみとなっており3年進級時のクラス替えが存在しない。

### 交通アクセス
鉄道
- 枚方市駅から東へ約900m（徒歩で約14分）。宮之阪駅から東へ約700m（徒歩で約9分）

バス
- 京阪バス市立ひらかた病院前（常翔啓光学園前）バス停で下車すぐ

### 象徴
名物は国内有数の規模を誇るクライミングウォール。2017年に完成、国内初の3種目対応のクライミングウォールとなっている。クラブ活動のワンダーフォーゲル部が使用する。授業開始の2分20秒前から20秒前まで、葉加瀬太郎作曲の「Etupirka」が流れ、授業の準備を呼びかける。
5時間目開始直前のみEtupirkaではなく校歌が流れる。
制服
制服はベネトンのデザインを採用。男子は詰襟、女子はブレザーだったが、2016年度の入学生から男子もブレザーに改定された。

## 学校施設
校舎は1961年に落成。その後、1974年に2号館、1977年に3号館、1985年に体育館兼講堂、6号館が竣工。なお校舎は2010年（平成22年）7階建てに建て替え、2011年に竣工。2017年クライミングウォール竣工。

## 諸活動

### 部活動
クラブ活動では、ラグビー部がロイヤルブルーとして知られる全国屈指の強豪校だった。全国高校ラグビー2009年の第88回大会は3年ぶり19回目の出場で優勝など、太平洋戦争後で初の4連覇を含む優勝7回、準優勝3回。春の高校ラグビーも連続7回出場（通算7回）、うち優勝3回。15人制で全国タイトル10回（選手権7回・選抜3回）。伝統的に体格に優れたパワータイプの選手はおらず、ボールゲームの側面が色濃く出るチームだったが、学校の設置者が学校法人常翔学園に代わってから、かつてのライバル大阪工業大学高等学校（現・常翔学園中学校・高等学校）のラグビー部を強化する方針となり、現在名門ロイヤルブルー単独でチームを組めなくなるまでに弱体化している。

## 不祥事

### 高等学校必履修科目未履修問題6年間560人
少なくとも2008年（平成20年）から6年間、体育の単位が不足のまま授業を行い、約560人の生徒を履修漏れのまま卒業させていた。これとは別に2014年7月にも、中学校から内部進学した生徒の履修漏れが発覚している。

### 教員免許失効教員が1年間授業
免許が失効していた教員は2023年から常翔啓光学園で勤務しており1年の歴史総合や2年の世界史探究を担当していたが、教員免許が既に失効していたことが判明した。同校はこの教員の授業を受けた1・2年生226人に単位を認定することができないと判断し、2024年（2023年度末）の春休みに補講を実施した。

## 高校関係者と組織

### 高校関係者組織
- 常翔啓光学園 校友会 啓聖会 - 啓光学園中・高の時代からの同窓会

### 高校関係者一覧
作家
- ひさうちみちお
- 宮崎学

芸能界
- 桂福楽
- 高橋光臣
- マコト（清水誠）

ラグビー
- 庵奥翔太
- 猪村優仁
- 大西将太郎
- 小笠原仁
- 金村良祐
- 釜池真道
- 亀井亮依
- 河本明哲
- 記虎敏和
- 金正奎
- 倉屋望
- 佐々木隆道
- 杉本誠二郎
- 曽我部佳憲
- 津高宏行
- 苑田右二
- 高橋一彰
- 高山国哲
- 田邊秀樹
- 壇辻勇佑
- 渡海谷保
- 徳野洋一
- 冨岡耕児
- 中井太喜
- 中道紀和
- 中村拓樹
- 中村嘉樹
- 宣原甲太
- 白隆尚
- 福居武
- 馬渕勝
- 三原亮太
- 村上正幸
- 村田賢史
- 森雄基
- 森田茂希
- 森田尚希
- 森田慶良
- 森本潤
- 安田昇
- 山下楽平
- 吉田明
- 吉田光治郎
- 李淳也